# Leehom Wang

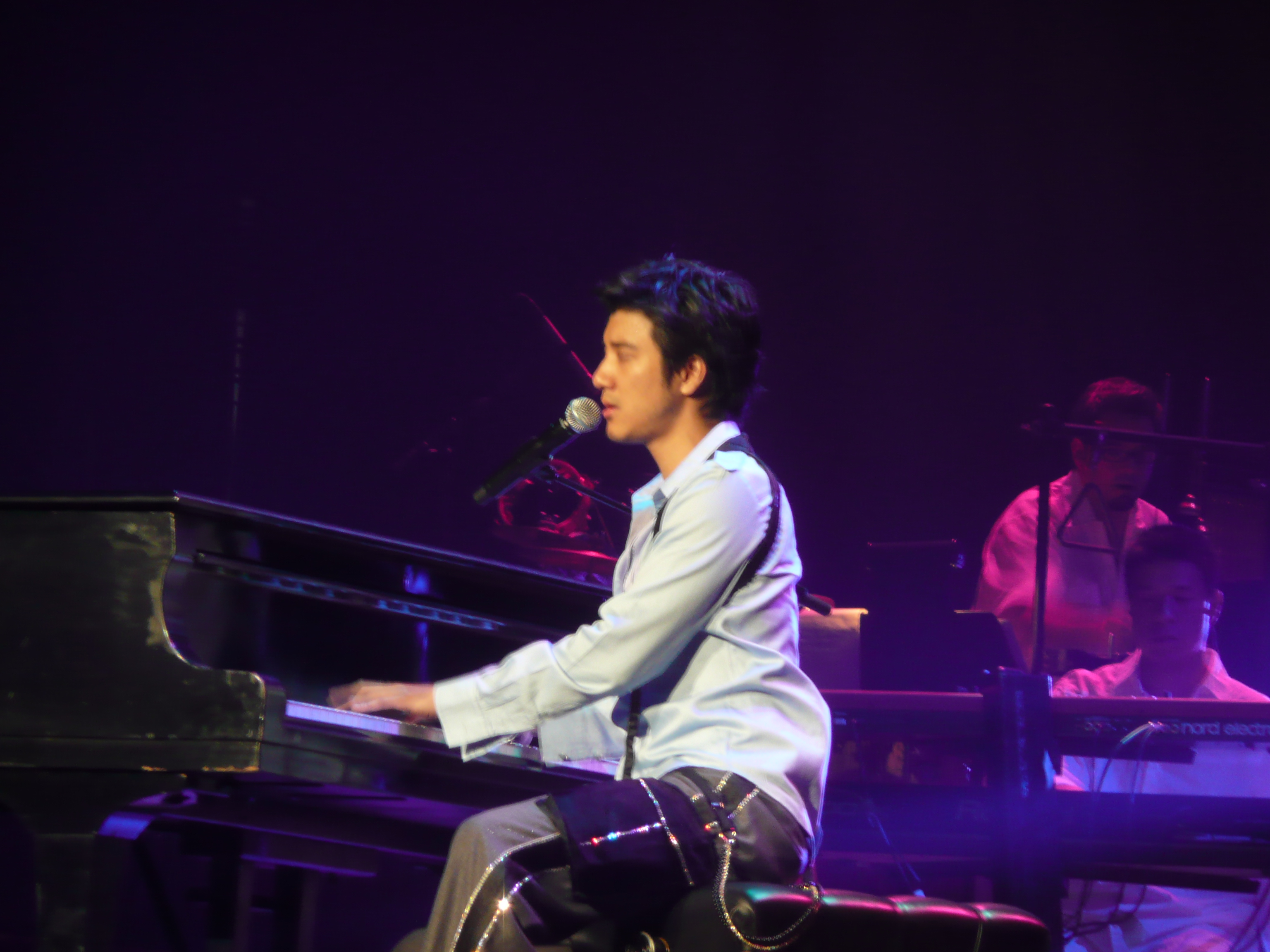
Leehom Wang podczas koncertu świątecznego w Las Vegas, 2007

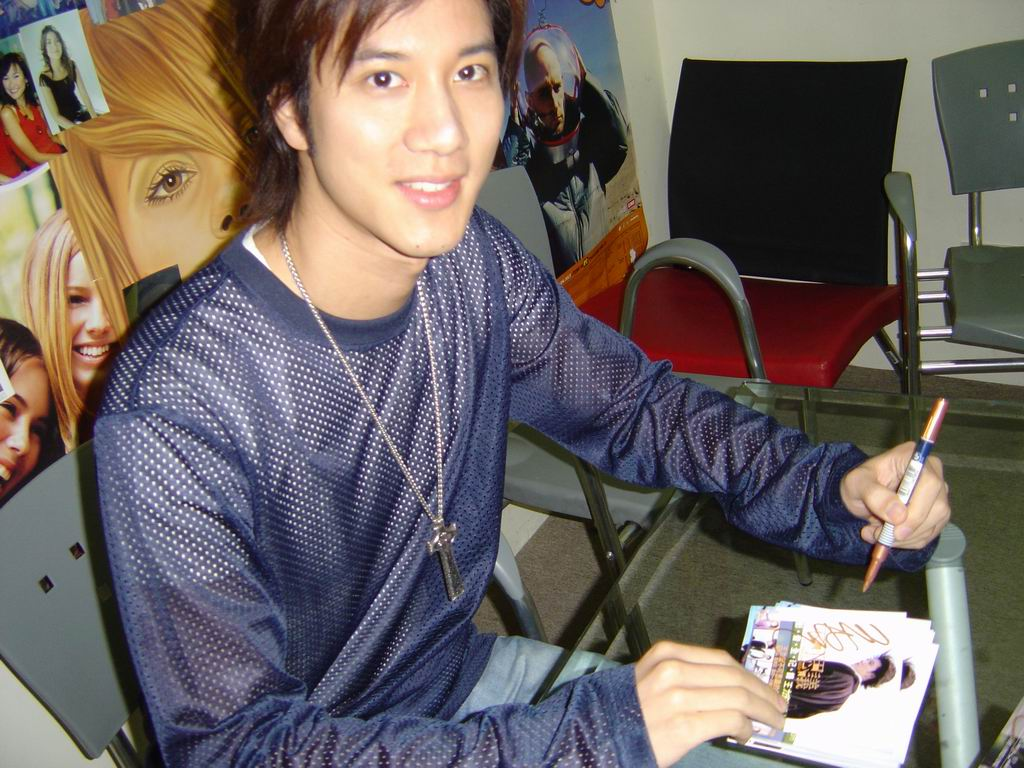
Leehom Wang w 2004

Alexander Leehom Wang, Wang Lee-Hom (chiń. 王力宏; pinyin: Wáng Lìhóng; ur. 17 maja 1976 w Rochester) – amerykański muzyk, producent muzyczny, tekściarz, aktor i reżyser filmowy tajwańskiego pochodzenia.
Urodzony w rodzinie imigrantów z Tajwanu od dzieciństwa pasjonował się muzyką i pobierał lekcje gry na instrumentach. Kształcił się w konserwatorium Eastman w rodzinnym Rochester, a następnie kontynuował studia muzyczne w Williams College oraz Berklee College of Music. Zawodową karierę rozpoczął albumem Qíngdí Bèiduōfēn (Love Rival, Beethoven) w roku 1995 podczas pobytu na Tajwanie. Odniósłszy sukces w kraju przodków międzynarodową popularność zyskał po wydaniu w 2001 r. swojego ósmego albumu, Wéiyī (The One and Only), który w samej Azji sprzedał się w ponad milionie egzemplarzy. Jak dotąd wydane zostały 24 albumy Wanga, w tym 14 studyjnych, sześć kompilacyjnych i cztery koncertowe.
Twórczość Wanga odznacza się różnorodnością stylową. Klasyfikowany jest najczęściej jako artysta c-popowy, w którym to pojęciu mieszczą się elementy wielu gatunków, od muzyki dance przez rhythm and blues i rock po utwory hip-hopowe. Stworzył on ponadto własny styl określany jako chinked-out, który stanowi połączenie współczesnej muzyki rozrywkowej z tradycją chińską, jak opera pekińska, kunqu czy foklor tybetański i junnański, wykorzystując przy tym tradycyjne chińskie instrumenty, takie jak guzheng, guqin, erhu czy zhongruan.
Jako aktor zagrał w trzynastu filmach. Najbardziej znany jest z ról w Ostrożnie, pożądanie (2007, reż. Ang Lee) oraz Małym wielkim wojowniku (2010, reż. Ding Sheng). Wystąpił także w głównej roli w napisanej i wyreżyserowanej przez siebie komedii romantycznej Liàn ài tōng gào (Love in Disguise) z 2010 r.
Wang należy do najlepiej rozpoznawalnych dalekowschodnich celebrytów. Był twarzą reklamową licznych marek, jak np. Coca-Cola, McDonald’s czy Hyundai. Angażuje się w działalność charytatywną – istotne było jego wsparcie finansowe dla ofiar trzęsienia ziemi w Syczuanie (2008) i tajfunu Morakot na Tajwanie (2009), w 2003 r. skomponował singiel charytatywny Shǒu qiān shǒu (Hand in Hand), którego celem była pomoc chorym na SARS, współpracuje także z organizacją pomocy dzieciom World Vision. Znany jest jako aktywista proekologiczny – zagadnieniu ochrony środowiska poświęcił wydany w 2007 r. album Gǎibìan Zìjǐ (Change Me). Podczas igrzysk olimpijskich w Pekinie (2008) był jednym z uczestników sztafety olimpijskiej oraz uczestniczył w ceremonii zamknięcia igrzysk, a jego utwór Tóng yīgè shìjiè, Tóng yīgè mèngxiǎng (One World, One Dream) stanowił jedną z piosenek towarzyszących olimpiadzie.

## Dyskografia
Albumy studyjne:
- 1995: Qíngdí Bèiduōfēn (情敵貝多芬; Love Rival, Beethoven)
- 1996: Rúguǒ Nǐ Tīngjiàn Wǒ De Gē (如果你聽見我的歌; If You Heard My Song)
- 1996: Hǎo Xiǎng Nǐ (好想你, Missing You)
- 1997: Bái Zhǐ (白紙, White Paper)
- 1998: Gōng Zhuàn Zì Zhuǎn (公轉自轉; Revolution)
- 1999: Bù Kěnéng Cuòguò Nǐ (不可能錯過你; Impossible To Miss You)
- 2000: Yǒngyuǎn De Dì Yī Tiān (永遠的第一天; Forever's First Day)
- 2001: Wéiyī (唯一; The One and Only)
- 2003: Bùkěsīyì (不可思議; Unbelievable)
- 2004: Xīnzhōng De Rìyuè (心中的日月; Shangri-La)
- 2005: Gàishì Yīngxióng (蓋世英雄; Heroes of Earth)
- 2007: Gǎibiàn Zìjǐ (改變自己; Change Me)
- 2008: Xīntiào (心跳; Heart Beat)
- 2010: Shíbā Bān Wǔyì (十八般武藝; The 18 Martial Arts)
- 2015: Nǐ De Ài (你的愛, Your Love)
- 2017: Ài (愛, A.I. Love)

Albumy kompilacyjne:
- 1998: Hǎo Lìhóng Jīng Xuǎn (好力宏精選; Good Lee Hom Compilation)
- 2001: Wáng Lìhóng Chuàng Shìjì (王力宏創世紀; Leehom Music Century)
- 2002: Wáng Lìhóng De Yīnyuè Jìnhuàlùn (王力宏的音樂進化論; Evolution - New & Best Selection)
- 2003: The Only One
- 2004: Hear My Voice
- 2011: Wáng Lìhóng Huǒlì Quán Kāi (王力宏 火力全開; Open Fire)